# Panagia Acheiropoietos

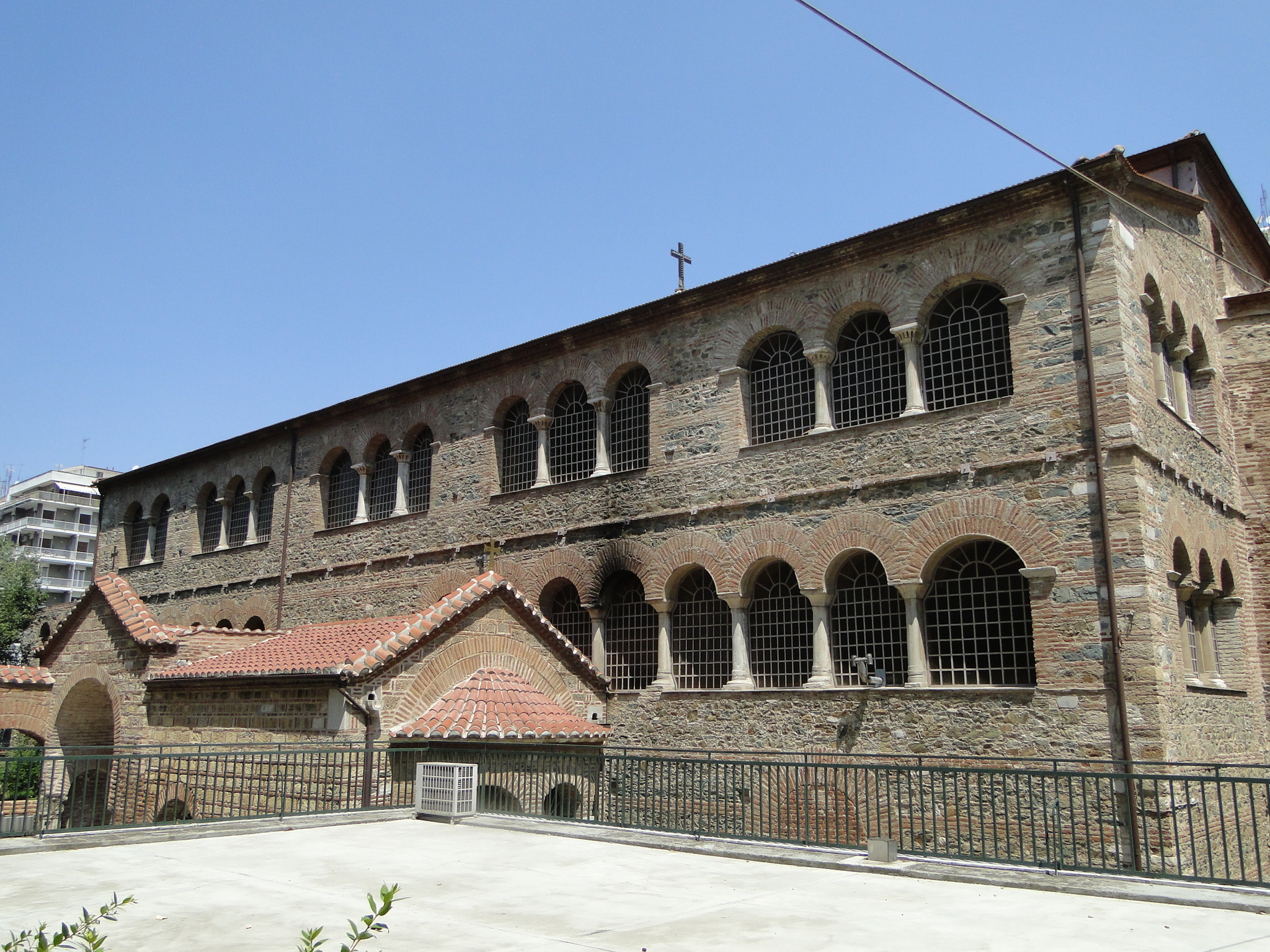
Die Panagia Acheiropoietos

Die Kirche Panagia Acheiropoietos in Thessaloniki (griechisch Παναγία Αχειροποίητος Panagia Achiropiitos) ist eine holzgedeckte, dreischiffige Basilika aus dem 5. Jahrhundert. Die Basilika gehört zu den wenigen frühbyzantinischen Kirchenbauten, die sich bis heute in ihrer ursprünglichen Form fast unverändert erhalten haben. Sie liegt im Zentrum der Stadt in der Agias-Sofias-Straße gegenüber dem Makedonomachon-Platz knapp nördlich der Egnatia-Straße und ist seit 1988 Teil des UNESCO-Welterbes (Frühchristliche und byzantinische Bauten in Thessaloniki).

## Geschichte
Die Kirche wurde auf dem Areal eines großen Thermenkomplexes errichtet, der mindestens bis ins späte 4. Jh. in Benutzung war. Die Erbauungszeit der Basilika ist nicht historisch belegt und kann im Wesentlichen nur aus Anhaltspunkten am Monument erschlossen werden. Als wichtigstes Indiz für eine Datierung in die zweite Hälfte des 5. Jhs. dient die Bauskulptur. Die Kirche war vermutlich von Beginn an der Gottesmutter geweiht. Die heute geläufige Bezeichnung „Acheiropoietos“ („nicht von Händen gemacht“) leitet sich von einer Ikone der Gottesmutter her. Diese Benennung ist erstmals durch eine Urkunde des Jahres 1320 bezeugt. Die wenigen älteren Erwähnungen, die sich auf die Kirche beziehen lassen, bezeichnen sie stets als Kirche der Theotokos. Spätestens seit dem 14. Jahrhundert wurde die Gottesmutter hier gemeinsam mit dem Heiligen Demetrios verehrt. Nach der islamischen Eroberung Thessalonikis 1430 wurde die Acheiropoietos als erste Kirche der Stadt in eine Moschee umgewandelt. Die Konversion ist durch eine Inschrift an der achten Säule der Nordarkade des Langhauses dokumentiert. Die Basilika fungierte fortan unter dem Namen „Eski Camii“ oder „Eski Cuma Camii“ (alte Moschee) als Hauptmoschee der Stadt. Sultan Mehmed IV. betete hier 1673 bei seinem Besuch Thessalonikis. Nach dem Übergang der Stadt an Griechenland diente die Basilika zeitweise als Notunterkunft für Kriegsflüchtlinge; seit 1930 wird sie wieder als Kirche genutzt.

## Bau und Ausstattung

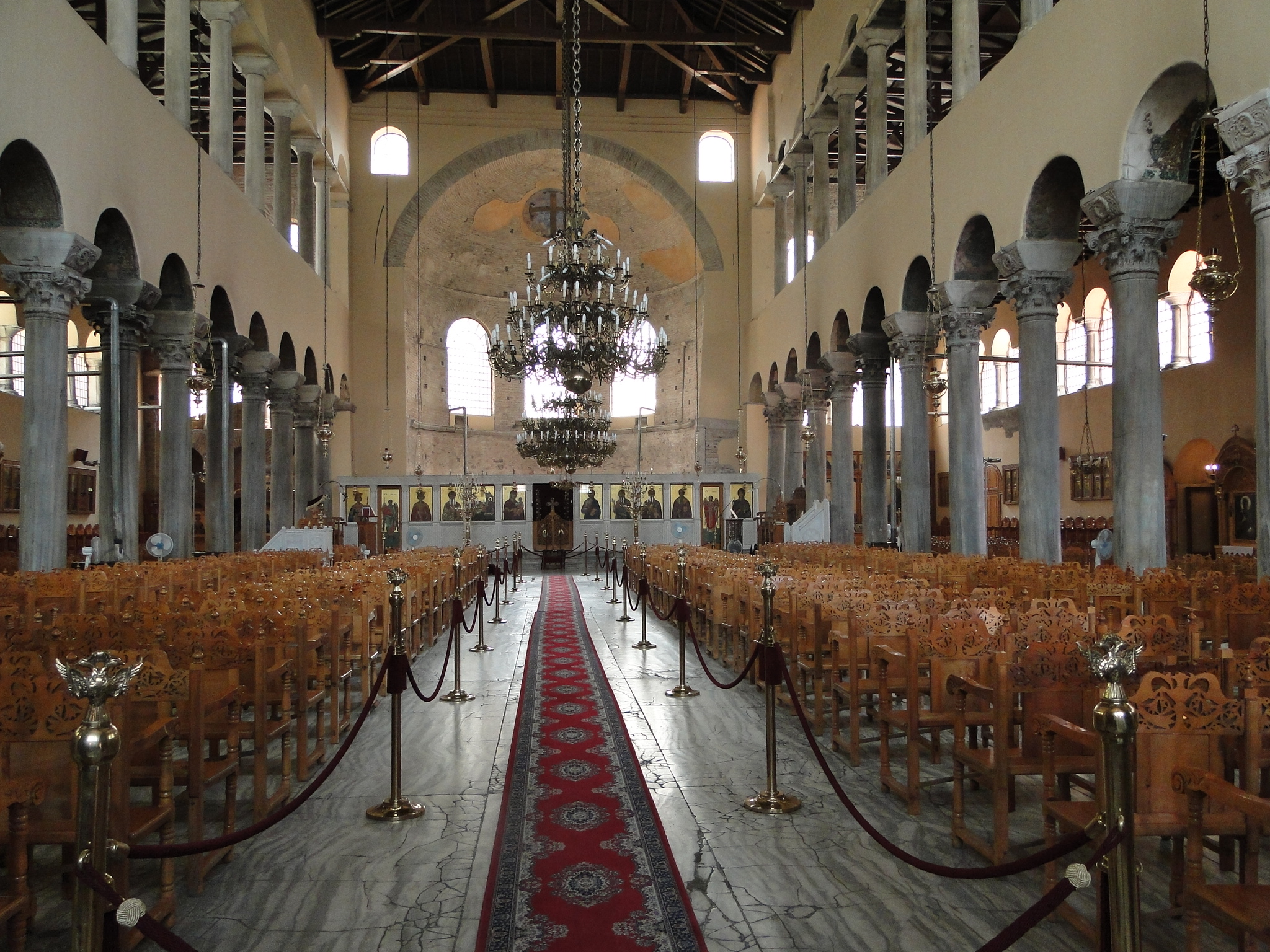
Das Innere der Kirche

Die Kirche mit offenem Dachstuhl ist 36,5 Meter lang und 28 Meter breit. Im Westen wird sie von einem Narthex abgeschlossen, von dem die Kirche über ein Trivelum erreicht wird. Auf der Südseite liegen ein monumentaler Zugang und das frühere Baptisterium. Das Hauptschiff ist von einer halbrunden Apsis geschlossen und von den Seitenschiffen durch zweigeschossige Arkaden abgetrennt. Im Osten befindet sich eine der Hl. Irene geweihte Kapelle. Die Kapitelle sind teils antik, teils stammen sie aus dem 5. Jahrhundert, aus dem auch Mosaiken (vor allem in den Bogen der Arkaden) fragmentarisch erhalten sind. Fresken aus dem 13. Jahrhundert stellen die Vierzig Märtyrer von Sebaste dar.